# Helge Halkjær
Helge Halkjær, né le 20 décembre 1916 à Thorning et mort le 14 février 1996 à Kolding, est un rameur d'aviron danois.

## Carrière
Helge Halkjær participe aux Jeux olympiques d'été de 1948 à Londres et remporte la médaille d'argent en quatre sans barreur.